# Tipula stenoglossa
Tipula stenoglossa är en tvåvingeart. Tipula stenoglossa ingår i släktet Tipula och familjen storharkrankar.

## Underarter
Arten delas in i följande underarter:
- T. s. propitia
- T. s. stenoglossa